# Coulonges-Thouarsais
Coulonges-Thouarsais é uma comuna francesa na região administrativa da Nova Aquitânia, no departamento de Deux-Sèvres. Estende-se por uma área de 17,26 km². Em 2010 a comuna tinha 436 habitantes (densidade: 25,3 hab./km²).